# Alexandrium tamarense
Espèce
Alexandrium tamarense est une espèce marine d'algues unicellulaires.
Certaines cellules peuvent produire des neurotoxines paralysantes. Les bivalves filtreurs (les moules ou les myes communes par exemple) peuvent accumuler ces toxines en se nourrissant de ces cellules. Des humains qui consommeraient des bivalves ainsi devenus toxiques, risquent d'être victimes de troubles neurologiques plus ou moins graves (allant jusqu'à une paralysie pouvant entraîner la mort dans les cas les plus graves) en fonction de la dose de toxines qu'ils auront absorbé.

## Synonyme
L'espèce a été nommée auparavant Gonyaulax tamarensis Lebour (voir le genre Gonyaulax (en)). 